# 민권과 참정권
민권(民權, civil rights)과 참정권(參政權, political rights)은 어떤 개인의 자유를 정부를 비롯한 사회 기관이나 다른 개인으로부터 지키기 위한 권리들이다. 이 권리들은 개인이 차별이나 억압 없이 사회와 국가 내에서 생활(civil life)과 정치(political life)를 영위할 수 있는 능력을 담보한다.
민권에는 신체 및 정신의 보전권, 생존권, 안전권, 그리고 인종, 성별, 국적, 피부색, 나이, 정치성향, 민족, 종교, 장애여부 등에 의한 차별로부터 보호받을 권리가 포함된다. 그리고 사생활 보장권, 사상, 표현, 종교, 언론, 집회, 거주이전에 관한 자유권 같은 개인권도 민권에 속한다.
참정권은 피의자 권리, 공정한 재판을 받을 권리, 적법절차에 따라 대우받을 권리, 법적 구제를 받을 권리 등 법 앞의 평등을 보장하는 권리들과, 집회, 결사의 자유권, 청원권, 자위권, 투표권 등 시민사회와 정치에 참여하기 위한 권리들로 이루어진다.
민권과 참정권은 국제 인권의 기초이며 가장 중요한 부분이다. 1948년 세계 인권 선언의 첫 부분을 차지했다. 제3세대 인권론에서는 이 민권과 참정권을 통틀어 "제1세대 인권"이라고 한다.

## 같이 보기
- 시민 자유
- 차별